# Anadia antioquensis
Anadia antioquensis — вид ящірок родини гімнофтальмових (Gymnophthalmidae). Ендемік Колумбії.

## Поширення і екологія
Anadia antioquensis мешкають в горах на півночі Центрального хребта Колумбійських Анд, в департаментах Антіокія і Кальдас. Вони живуть у вологих гірських тропічних лісах і в садах, на висоті від 1700 до 1850 м над рівнем моря.

## Збереження
МСОП класифікує цей вид як вразливий. Anadia antioquensis загрожує знищення природного середовища.